# 浦上幸二郎
浦上 幸二郎（うらかみ こうじろう、1968年3月19日 - ）は、新潟県出身のバスケットボール選手・指導者である。

## 人物
坂井輪中学校、新潟工業高校から順天堂大学を経て、住友金属に入社。バスケットボール部に所属。
1998年の休部ととも地元である新潟支社に配属。一方、新潟工業OBチームでプレーを続け、国体にも出場した。
2004年、社員の肩書きのまま新潟アルビレックスBBのアシスタントコーチに就任。bjリーグ発足後も変わらず。
2008年、アドバイザリーコーチとなる。同年の大分国体では新潟県の監督を務めた。
プロ野球、阪神タイガースの熱烈なファンである。

## 経歴
- 新潟市立坂井輪中学 - 新潟工業高 - 順天堂大学 - 住友金属（1990年〜1998年）